# جون شيرمان (متسلق صخور)
جون شيرمان (بالإنجليزية: John Sherman)‏ هو متسلق صخور ‏ أمريكي، ولد في 1959.